# Stipe Ivo Sučić
Stipe Ivo Sučić  (Miši, Livno, 1956.), hrvatski je pjesnik iz BiH. 
Pučku školu završio u Podhumu, Srednju ekonomsku u Livnu. 
Djela: Tako u srcu piše (pjesme, 1998.). 